# Liste des lycées du département de l'Atlantique
Situé dans le Sud du Bénin, le département de l'Atlantique regroupe les villes telles que Abomey-Calavi,  Kpomassè, Ouidah, Sô-Ava ,Toffo, Tori-Bossito, Zè et Allada comme chef lieu,,. Ce département compte plusieurs lycées publics qui sont sous la tutellle du ministère de l’Enseignement technique et de la Formation professionnelle du Bénin. Au nombre de ceux-ci, nous avons  (liste non exhaustive),,,,,,,,:
| Lycée                                                                        | public | professionnel |
| ---------------------------------------------------------------------------- | ------ | ------------- |
| Lycée technique d'amitié sino-béninoise d'Akassato                           | X      | X             |
| Lycée agricole Mèdji de Sékou                                                | X      | X             |
| Lycée Technique et Professionnel de ouidah                                   | X      | X             |
| Lycée Technique et Professionnel d'Economie Familiale et Sociale d'Akassato. | X      | X             |